# José Félix de Restrepo
José Félix de Restrepo y Vélez (Envigado, Virreinato de Nueva Granada, 20 de noviembre de 1760-Bogotá, Nueva Granada, 23 de septiembre de 1832) fue un educador, escritor y abogado neogranadino.
Jugó un rol importante en la Independencia de Colombia, ya que como educador influyó en el pensamiento libertario de próceres de la independencia como Camilo Torres y Francisco José de Caldas. También presidente del Congreso colombiano y ministro de educación de Colombia.

## Biografía

### Primeros años
Nació en el hogar conformado por Vicente Restrepo Peláez, empresario de minas, colonizaciones y obras públicas, y Catarina Vélez Peláez, vecinos de Medellín. Si bien no pocos autores afirman que nació en Envigado, no existe consenso entre los historiadores al respecto, pues para 1760, año del nacimiento del prócer, no existía aún esa población ni fue en lo que constituyen sus límites civiles donde Restrepo vio la primera luz; así resulta al menos, entre otros testimonios, de la partida de bautismo del mismo.
Después de cursar sus primeras letras se trasladó a Santafé, donde concluyó sus estudios en el Colegio Mayor de San Bartolomé, claustro del que se graduó en 1778 como Bachiller en Filosofía y Doctor en Leyes. Fue discípulo de José Celestino Mutis en matemáticas y ciencias naturales y regentó en su alma mater la cátedra de filosofía; en el mismo plantel dictó moral, lógica, metafísica, aritmética, geometría, trigonometría, álgebra y geografía.

### Educador y docente

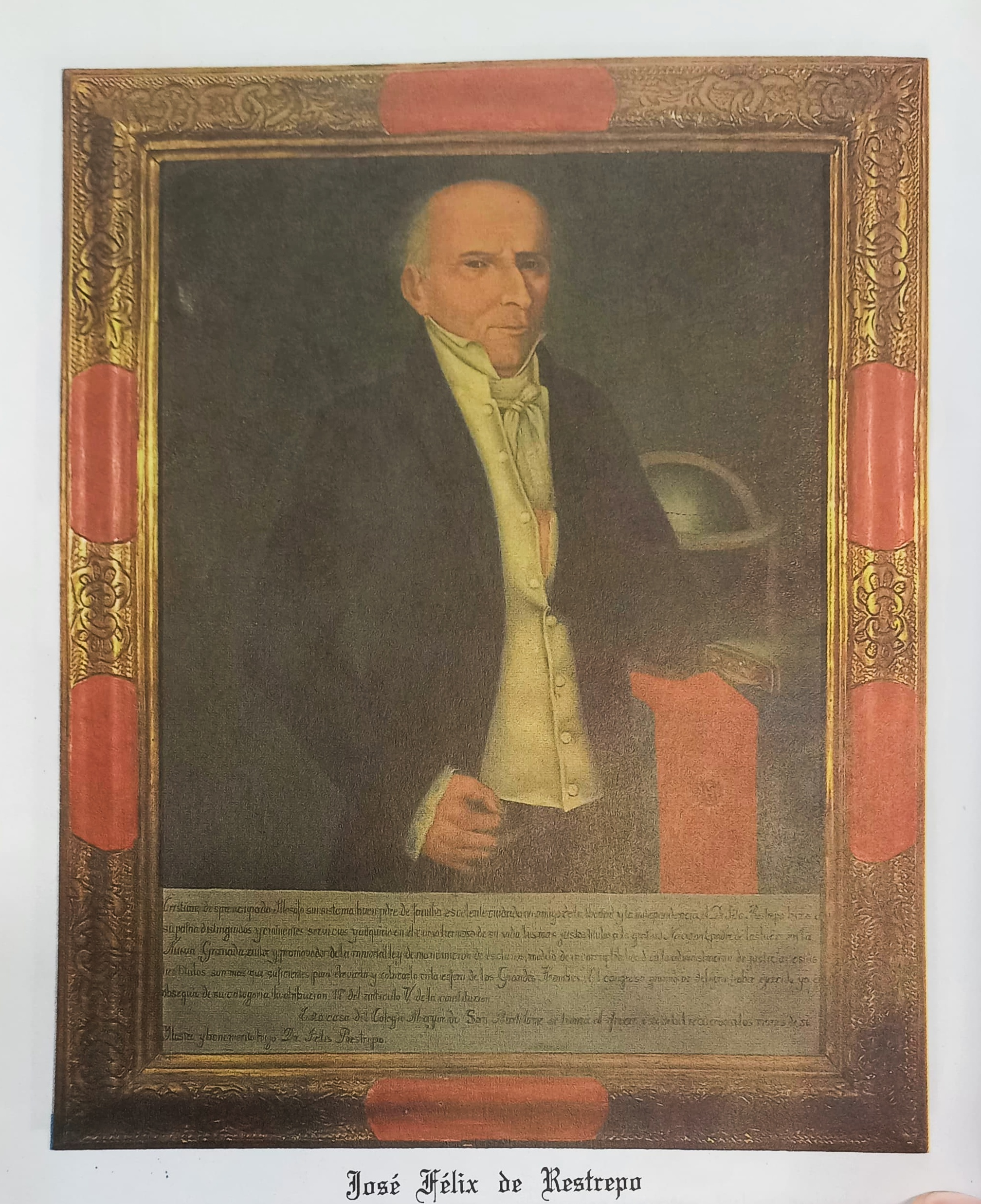
José Félix Restrepo, galería del Real Colegio Mayor de San Bartolomé.

Tras graduarse como abogado fue llevado a Popayán por el obispo de esa diócesis, Jerónimo Antonio de Obregón y Mena, y por varios padres de familia para que dirigiese la educación de sus hijos en el Seminario Menor de esa ciudad, en la que también se desempeñó como juez de balanza de la Real Casa de Moneda.
En su clase de filosofía, Restrepo enseñaba a sus alumnos payaneses a observar y razonar y desaprobaba de manera implacable a aquellos estudiantes que repetían de memoria el contenido de los libros. A diferencia de muchos de sus colegas, que para la época continuaban empleando el latín como lengua de la universidad y de la cultura, Restrepo introdujo la novedad de dictar sus clases en español, a fin de facilitar una mayor comprensión entre sus discípulos.  
En otras de sus clases el catedrático enseñaba acerca de la Expedición Geodésica y relacionaba la matemática europea con la historia intelectual del Imperio español. Los cursos del profesor Restrepo cobraron tal fama en todo el virreinato que los estudiantes del Rosario reclamaron para Santafé una clase de filosofía tal como la que recibían los de Popayán.
Jugó un papel decisivo en la convulsa época de guerras y roces políticos antes y durante la Independencia. Como independentista y educador influyó sobre un gran número de jóvenes y próceres independentistas, quienes fueron sus discípulos, entre ellos Francisco Antonio Zea, Camilo Torres, Francisco José de Caldas, Antonio Arboleda y Arrachea, Miguel de Pombo, Mariano Ospina Rodríguez, Santiago Arroyo y Valencia y Anselmo Pineda.
Con sus enseñanzas, la juventud, especialmente la payanesa, empezó a pretender el ingreso en la modernidad mediante la valorización del racionalismo frente a la escolástica y el dogmatismo religioso, la revalorización de la lógica argumentativa frente a la retórica, el reconocimiento del "otro" como sujeto de derechos, la cartografía del territorio patrio, el reconocimiento, clasificación y cuantificación del patrimonio natural, y una nueva concepción de la riqueza entendida no sólo como herencia "natural", dádiva o merced de la providencia sino como producto del trabajo y del intercambio de bienes en el mercado mundial.

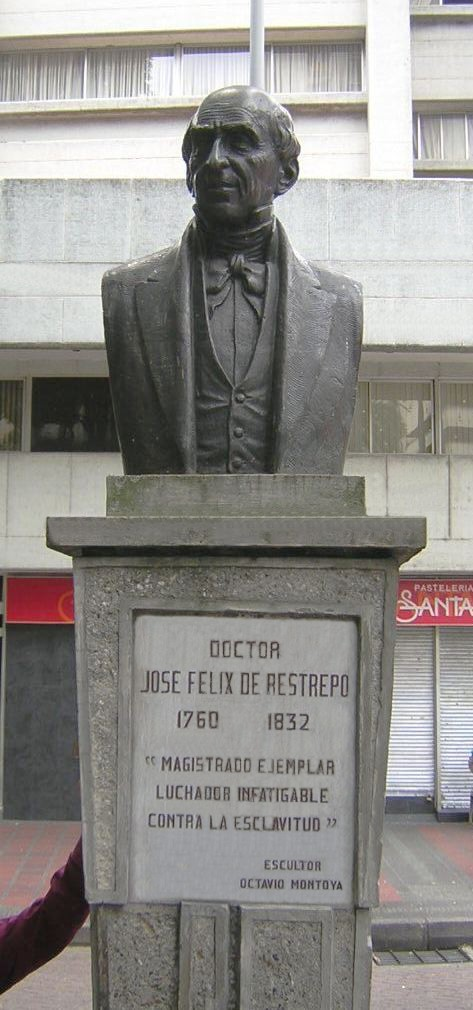
Busto de Restrepo en Medellín.

La contribución de Restrepo a los cambios educativos a partir de la suspensión del plan de Moreno y Escandón en 1778 se reparte entre la secularización y la socialización del saber, objetivos que el plan suspendido también perseguía, a través de la enseñanza para el cambio en una sociedad pobremente humanista. La secularización consistió en definir una determinada relación entre la razón y la fe; la primera que debía apoyarse solo en la razón como argumento válido, despreciando los argumentos de fuerza o autoridad recurrentes en la escolástica y teología a la que consideraba como "(…) la inteligencia de los dogmas sagrados de la religión por la Escritura sagrada, la tradición y los Padres. Todo lo demás es una jerga inútil con que se ha mantenido la ignorancia y pervertido el ingenio(…)".
Esta posición se inscribe en el marco de una moral cartesiana, es decir, en la separación de los campos de la fe y de la ciencia sin que el último niegue al primero y sin que los paradigmas de uno afecten al otro. Al respecto de la posición de Restrepo, Mariano Ospina Rodríguez, compañero de clases de Pineda, escribe:

Mostraba su repugnancia por las sutiles controversias religiosas sobre puntos metafísicos que están fuera del alcance de la razón humana, las cuales traen la división de los creyentes, y la mostraba mayor por el rigorismo ascético, esta afectación de opiniones extremas en materia de dogma y moral, que espanta a los débiles y precipita a las personas piadosas al abatimiento y a la depresión.

En cuanto a la socialización del saber, ésta se basó en el valor social de la ciencia como condición del soñado progreso. Como se indicó anteriormente, una de las estrategias que empleó Restrepo para lograr la socialización del saber entre sus discípulos fue la enseñanza y la escritura de sus propios textos en español, tal como lo señala Herrera Restrepo: Es bien sabido que el castellano, desde la época de don Alfonso X el Sabio, se había mostrado apto para expresar un pensamiento jurídico, pero había sido ajeno a los menesteres filosóficos. Ni siquiera Francisco Suárez se había esforzado por expresar su pensamiento metafísico en la lengua de la vida cotidiana. Restrepo lo hace de tal modo que uno de sus méritos, precisamente, es su claridad sin sacrificar el rigor.

### Conciliador y mediador
En Buga actuó como mediador entre españoles y patriotas, oponiéndose a las confiscaciones y los destierros de estos últimos, además de actuar como su abogado defensor. Lideró la negociación de paz mediante juramento de fidelidad al rey, que debió hacer esta ciudad a Juan de Sámano, mientras en las llanuras orientales Santander intentaba reconquistar la soberanía de la Nueva Granada, perdida en 1813, tras convencer al Libertador de emprender dicha campaña, con 1400 fusiles y tres compañeros, hazaña que logró en menos de un año. 
Restrepo fue un conciliador con el gobierno español durante los tres años de la Expedición Pacificadora. Fue asesor del virrey José de Ezpeleta y síndico procurador ante el gobernador realista de la provincia de Antioquia. 

### Pionero de la abolición de la esclavitud
A partir del movimiento independentista de la Nueva Granada, en 1810, se vincula al proceso de emancipación. Huyendo de la persecución realista, se instaló en Medellín en 1812 cuando gobernaba en el Estado Libre de Antioquia el dictador Juan del Corral, a cuya consideración presentó la ley de libertad de vientres de los esclavos en Antioquia, que había preparado y redactado junto con otros colegas suyos diputados del Congreso de Antioquia, a saber, José Miguel De la Calle, Presidente del Cuerpo Legislativo; Antonio Arboleda y Arrachea, Vicepresidente; Pedro Arrubla; y José Antonio Benítez. Esta ley de manumisión se perfeccionó y aprobó en 1813 y Restrepo contribuyó a posteriores disposiciones de Colombia en favor de las comunidades negras.

### Vida pública
Fue recibido como abogado de la Real Audiencia en Santafe el 29 de agosto de 1786. En Popayán se desempeñó como asesor interino de la gobernación entre 1791 y 1792. Se distinguió en la defensa de esa ciudad contra el realista Antonio Tenorio, y como hombre público presidió la Convención de Antioquia en 1813. Para no caer en manos del Régimen del Terror impuesto por el pacificador Pablo Morillo, debió huir poco después hacia lugares montañosos y apartados de Antioquia, donde logró poner a salvo su vida. Llamado a la Alta Corte de Justicia en 1821, se desempeñó en ella como magistrado. Representó a Antioquia en el Congreso de 1821 convocado por el Libertador y lo presidió.
En 1831, al final de su existencia, se desempeñó como Secretario del Interior y de Relaciones Exteriores.

## Vida personal

### Familia
Testimonios de la época describen a Restrepo como «excelente varón, de carácter ecuánime, magistrado incorruptible, patriota eximio, fiel y austero creyente, muy versado en diversos ramos del saber, de afable y modesto trato, que se entretenía en la cacería de liebres en los días de fiesta llevando como compañeros a sus perros y las églogas virgilianas que leía mientras aquellos levantaban la pieza; era pequeño de cuerpo, ancho de espaldas, ligeramente inclinado, de frente espaciosa, rostro ovalado, ojos pequeños, nariz recta, cejas enarcadas, boca mediana, barba redondeada y poco saliente.»
Contrajo matrimonio en Popayán, en 1788, con Tomasa Sarasti y Ante, hija del vizcaíno Francisco Ignacio Sarasti y de la payanesa María Joaquina de Ante y Valencia, sobrina del empresario y filántropo Pedro Agustín de Valencia. Fueron sus hijos León, Félix, María Josefa, Manuel, Mariano y Cristóbal.
Aquejado el venerable anciano de una enfermedad incurable, pidió y recibió los auxilios de la Iglesia como católico piadoso, y momentos antes de expirar, el 23 de septiembre de 1832, exclamó: «¡Que la justicia dirija todos tus actos! Si es necesaria una injusticia para que no se trastorne el universo, deja que se trastorne antes que cometer la injusticia.» Al momento de su deceso se encontraba desempeñando la magistratura en la Corte Suprema.

## Legado
Restrepo fue autor de numerosos ensayos sobre botánica, ciencias naturales, filosofía, matemáticas, física, gramática, elementos de lógica, el sonido, así como un reglamento para las escuelas de Antioquia.

### Trayectoria profesional y docencia
- Profesor del Colegio Mayor de San Bartolomé.
- Profesor del Seminario Menor de Popayán
- Director de la Imprenta Departamental
- Director del periódico oficial de Antioquia
- Diputado
- Presidente del Congreso
- Miembro del Cabildo de Buga
- Rector del Colegio Provincial de Antioquia (hoy Universidad de Antioquia)
- Director general de estudios de la República (hoy Ministro de educación)

## Homenajes

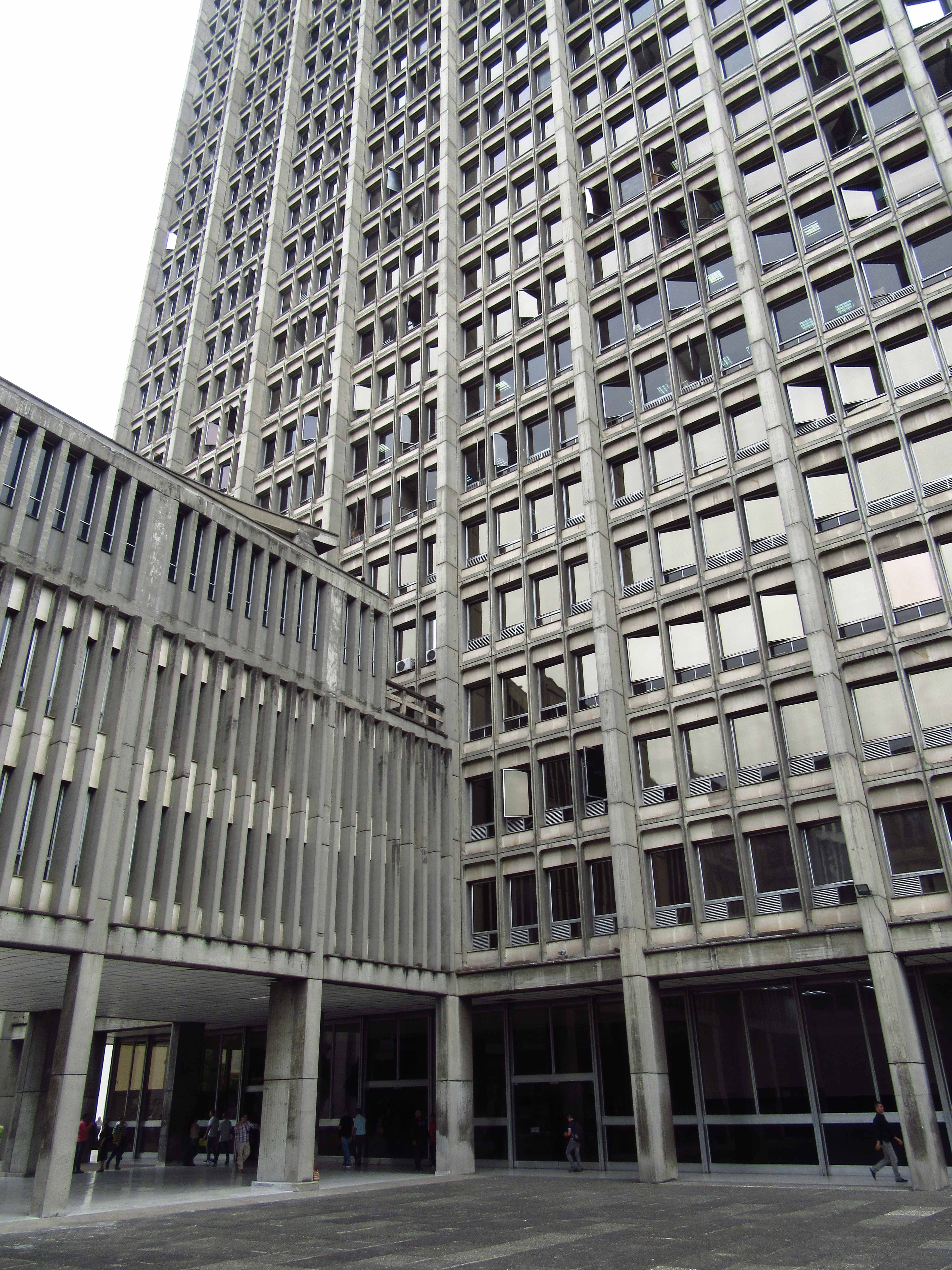
Edificio José Félix de Restrepo en La Alpujarra de Medellín.

En Medellín, la Institución Educativa INEM, la más grande de Antioquia, la sede de la Rama Judicial en Antioquia y la biblioteca pública de Envigado llevan su nombre, al igual que un colegio de la capital, en la localidad cuarta de San Cristóbal.
Restrepo tiene varios monumentos y placas conmemorativas erigidas en su memoria a lo largo y ancho del territorio colombiano.
En el primer centenario de su fallecimiento, el Gobierno nacional dispuso mediante decreto ejecutivo del 22 de septiembre de 1932 que se editasen los documentos relacionados con la vida y los actos públicos de Restrepo. En el marco de la misma efemérides, los intelectuales colombianos Eduardo Posada y Carlos Restrepo Canal publicaron el libro La esclavitud en Colombia - Leyes de manumisión.